# Фаутари (Месина)
Фаутари је насеље у Италији у округу Месина, региону Сицилија.
Према процени из 2011. у насељу је живело 67 становника. Насеље се налази на надморској висини од 482 м.